# 하프시코드 연주자

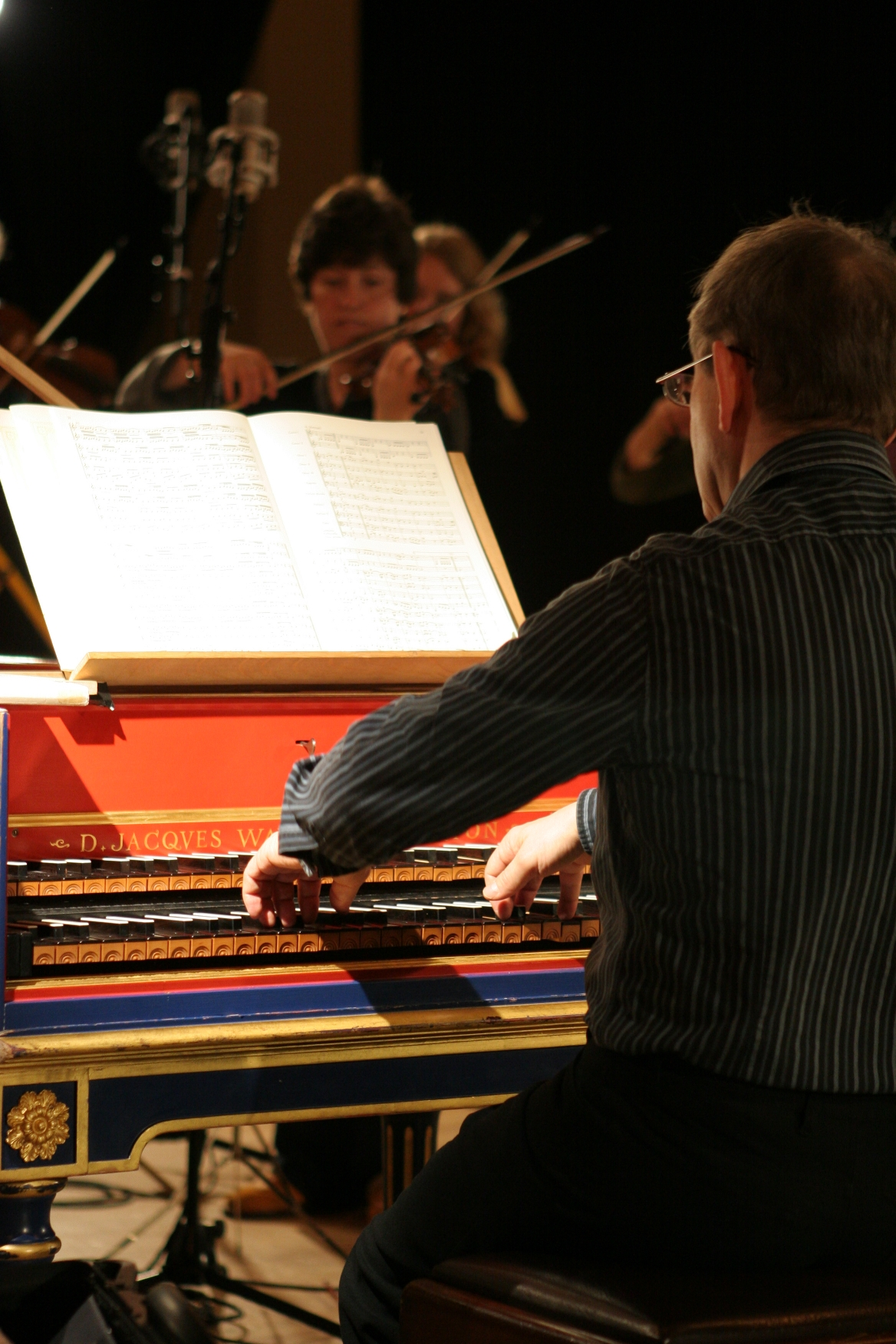
하프시코드를 연주하는 트레버 피노크

하프시코디스트(harpsichordist) 또는 하프시코드 연주자는 하프시코드를 직업으로 연주하는 사람이다. 하프시코드 연주자는 독주자, 반주자, 실내악 연주자, 오케스트라 단원으로서, 또는 이러한 역할들의 조합으로 활동할 수 있다. 독주 하프시코드 연주자는 하프시코드를 위한 무반주 소나타나 오케스트라와 함께하는 협주곡을 연주할 수 있다. 반주 하프시코드 연주자는 성악가나 기악 연주자(예: 바이올린 연주자나 바로크 플루트 연주자)를 반주하며, 성악(또는 악기)과 하프시코드를 위해 작곡된 작품이나 오케스트라 파트를 축소한 편곡을 연주한다. 실내악 하프시코드 연주자는 4중주나 5중주와 같은 소규모 악기 그룹에서 연주할 수 있다. 바로크 스타일의 오케스트라와 오페라 반주 오케스트라에는 일반적으로 바소 콘티누오 파트의 화음을 연주하는 하프시코드 연주자가 있다.

## 역사
많은 바로크 작곡가들이 하프시코드를 연주했는데, 요한 제바스티안 바흐, 도메니코 스카를라티, 게오르크 프리드리히 헨델, 프랑수아 쿠프랭, 장필리프 라모 등이 있다. 이 시기에는 이러한 음악가들이 오르간과 모든 건반 악기를 연주하고, 악기로 통주저음을 연주하면서 오케스트라 음악을 지휘하는 것이 일반적이었다.
현대 하프시코드 연주는 대략 세 시대로 나눌 수 있으며, 이는 영향력 있는 악기 부흥가인 반다 란도프스카의 경력으로부터 시작된다. 이 '하프시코드 부흥' 단계에서 연주자들은 일반적으로 플레엘과 같은 제작자들이 만든 무겁고 피아노의 영향을 받은 유형의 하프시코드를 사용했다. 이 악기의 부활은 또한 일부 작곡가들로 하여금 특별히 이 악기를 위한 작품을 쓰게 하였는데, 이는 종종 란도프스카의 요청에 의한 것이었다. 토마스 고프와 고블 가문이 제작한 플레옐 이후의 악기를 사용한 영향력 있는 후기 영국 연주자 그룹에는 조지 말콤과 서스턴 다트 등이 있다.
1920년대부터 개빈 윌리엄슨과 필립 마누엘도 콘서트 투어를 통해 하프시코드의 대중화를 도왔으며, 마누엘과 윌리엄슨으로 알려진 세계 유일의 전업 하프시코드 듀오로서 북미와 유럽 전역에서 공연했다. 그들은 프랑스와 뉴욕에서 완다 란도프스카와 수년간 공부했다. 1930년대에 마누엘과 윌리엄슨은 시카고 심포니 오케스트라 단원들과 함께 바흐의 복수 건반 협주곡을 최초로 녹음했으며, 이 듀오는 또한 바흐의 두 대의 하프시코드를 위한 다장조 협주곡의 미국 초연을 공연했다. 또한 그들은 쿠프랭과 라모를 비롯한 다른 많은 작곡가들의 작품을 미국에서 초연했다.
다음 세대의 하프시코드 연주자들은 프랭크 허버드와 윌리엄 다우드와 같은 학자-제작자들의 연구를 따라 초기 시대의 정통 관행에 따라 제작된 악기로 현대적 연주의 선구자였다. 이 세대의 연주자들에는 이졸데 알그림, 랄프 커크패트릭, 이고르 키프니스, 구스타프 레온하르트와 같은 연주자 등이 있다. 최근에는 스콧 로스, 트레버 피노크, 케네스 길버트, 크리스토퍼 호그우드, 요스 판 임머셀, 톤 쿠프만, 게리 쿠퍼, 데이비드 슈레이더, 존 버트와 같은 많은 뛰어난 하프시코드 연주자들이 등장했으며, 이들 중 다수는 하프시코드로 바로크 오케스트라를 지휘하기도 한다.

## 경력
하프시코드는 다른 예술 음악 악기와 마찬가지로 일반적으로 고등교육 대학이나 음악 학교 프로그램에서 공부하여 졸업장이나 학위를 취득한다. 하프시코드 연주는 바로크 연주 실제에 대한 광범위한 지식(숫자저음 파트 해석, 장식음 추가, 올바른 스타일과 아티큘레이션으로 연주하는 것 등)을 요구하기 때문에, 하프시코드 연주자들은 바로크 음악사 과정을 수강하기도 한다. 서스턴 다트(1921년~1971년)로 거슬러 올라가는 일부 하프시코드 연주자들의 전통은 역사 음악학 연구와 하프시코드 연주를 결합하는 것이다. 전문 바로크 건반 연주자가 파이프 오르간이나 이동식 오르간으로 일부 곡을 연주해달라는 요청을 받을 수 있기 때문에(톤 쿠프만은 하프시코드 연주자/오르간 연주자의 예이다), 하프시코드 연주자들은 오르간도 공부할 수 있다. 일부 하프시코드 연주자들은 더 넓은 범위의 초기 음악에 관심을 갖게 되어 현대 피아노의 선구자인 포르테피아노를 공부하기도 한다.
바로크 오케스트라에 합류하는 경우를 제외하고, 대부분의 하프시코드 일자리는 개별 공연이나 일련의 공연에 대한 계약일 가능성이 높다. 다른 클래식 및 바로크 기악 연주자들처럼, 하프시코드 연주자들은 개인 레슨이나 대학 또는 음악원에서 자신의 악기를 가르칠 수도 있다. 성악에 대한 고급 지식을 가진 하프시코드 연주자는 성악 코치나 합창단 지휘자가 될 수 있다(조지 말콤(1917년~1997년)은 하프시코드 연주자이자 합창단 지휘자였다). 오케스트라 음악과 지휘에 대한 고급 지식을 가진 하프시코드 연주자는 트레버 피노크처럼 지휘자가 건반에서 이끄는 바로크 전통의 지휘자가 될 수도 있다.